# ボーメ度
ボーメ度（ボーメど、Baumé degree）は、比重の計量単位である。重ボーメ度と軽ボーメ度の二種があるが、日本の計量法体系では、「重ボーメ度」のみを計量単位規則別表第一において規定している。計量単位規則における定義は、次式である。
Bh = (1 - 1/その物質の比重）× 144.3
重ボーメ度の単位記号は、Bhである。計量法の規定外の「°Bé」の記号が使われることがある。いずれもフランスの化学者アントワーヌ・ボーメに由来している。
重ボーメ度は、計量法が定める法定計量単位ではない（典型72量に含まれない。）ので、その使用は取引又は証明等に用いる際の規制の対象にはならない（計量法#計量単位の規範性）。
ただし、特定計量器としての「重ボーメ度浮ひょう」（計量法施行令第2条第18号ロ）に表示する単位記号は、「Bh」でなければ、検定に合格できない（基準器検査規則　426条から433条など）。
実用上は、浮ひょう（浮秤 「うきばかり」とも hydrometer）の一種であるボーメ比重計の示度として示されることがほとんどである。

## 重ボーメ度と軽ボーメ度
アントワーヌ・ボーメは、純水での値を0 Bh、15%食塩水での値を15 Bhとして、この間を15等分し、これを拡張したものを重ボーメ度とした。一方、軽ボーメ度とは純水での値を10 Bh、10%食塩水での値を0 Bhとして、この間を10等分し、これを拡張したものである。